# Antoni Peretiatkowicz
Antoni Peretiatkowicz (ur. 13 czerwca 1884 w Boruchowie k. Łucka na Wołyniu, zm. 18 grudnia 1956 w Poznaniu) – polski naukowiec, prawnik, sanacyjny działacz polityczny, radca Izby Przemysłowo-Handlowej w Poznaniu w 1935 roku.

## Życiorys
Urodził się w majątku ojca Aurelego i matki Jadwigi z domu Niemeksza. Ukończył gimnazjum w Kamieńcu Podolskim i w 1902 w Warszawie rozpoczął studia prawnicze. Za udział w demonstracjach w 1905 był aresztowany i więziony na Pawiaku, a następnie wydalony z uniwersytetu. W Berlinie, Lwowie i Krakowie kontynuował studia prawnicze i w 1909 uzyskał stopień doktora nauk prawnych. Pracę naukową rozpoczął jeszcze w okresie studiów i publikował artykuły z dziedziny prawa międzynarodowego na łamach „Gazety Sądowej Warszawskiej”. W 1908/09 w „Archiv für Rechts- und Wirtschaftsphilosophie” ogłosił pracę o polskiej filozofii prawa XX w. Na studiach specjalistycznych przebywał w latach 1909–1914 w Paryżu, Genewie i Heidelbergu. Habilitował się w 1914 na Uniwersytecie Jagiellońskim na podstawie pracy Filozofia prawa J.J. Rousseau, a od 1914 docent tegoż uniwersytetu. W 1918 na Uniwersytecie Jana Kazimierza we Lwowie został profesorem nadzwyczajnym filozofii prawa i metodologii umiejętności prawniczych. Do Poznania przeniósł się na początku 1919 i został powołany na Uniwersytecie Poznańskim profesorem zwyczajnym nauki o państwie i prawie państwowym.
Współorganizator Wydziału Prawa UP oraz jego pierwszy dziekan w latach 1919/20 i pierwszy kierownik Katedry Encyklopedii i Filozofii Prawa, a w latach 1920/21 pełnił funkcje prorektora oraz rektora w latach 1936/37. W latach 1919–1927 organizator i prezes Towarzystwa Prawniczego i Ekonomicznego w Poznaniu. W latach 1921–1939 był założycielem oraz redagował kwartalnik „Ruch Prawniczy i Ekonomiczny” oraz „Encyklopedię Prawa” od 1923. Został również w 1928 w Wyższej Szkole Handlowej w Poznaniu kierownikiem Katedry Prawa Państwowego i Publicznego, a w latach 1930–1936 był jej dyrektorem. Uczelnia dzięki jego staraniom w 1938 uzyskała prawa szkoły akademickiej z tytułem Akademii Handlowej, a w latach 1938/39 został jej pierwszym rektorem. W 1936 zorganizował Instytut Prawa Publicznego. W 1937 w Warszawie został mianowany członkiem Trybunału Kompetencyjnego, a w 1939 sędzią Najwyższego Trybunału Administracyjnego i był nim do 1947. W 1939 był wysiedlony z Poznania, więc przeniósł się do Warszawy i do sierpnia 1944 wykładał w Szkole Handlowej profesora Edwarda Lipińskiego.
Kiedy upadło powstanie warszawskie, Peretiatkowicz wyjechał do Piotrkowa Trybunalskiego i tam na tajnych kompletach uniwersyteckich wykładał prawo administracyjne. Do Poznania powrócił w marcu 1945 i na UP objął Katedrę Prawa Państwowego, wykładając równocześnie do 1951 w Akademii Handlowej. Na Sejmie PRL I kadencji był konsultantem Komisji Spraw Ustawodawczych oraz członkiem licznych instytutów naukowych. W Poznaniu piastował również godność prezesa Towarzystwa Przyjaźni Polsko-Francuskiej i należał do działaczy Stronnictwa Demokratycznego. Zmarł 18 grudnia 1956 w Poznaniu i został pochowany na cmentarzu Górczyńskim(kwatera ILb-4-9).

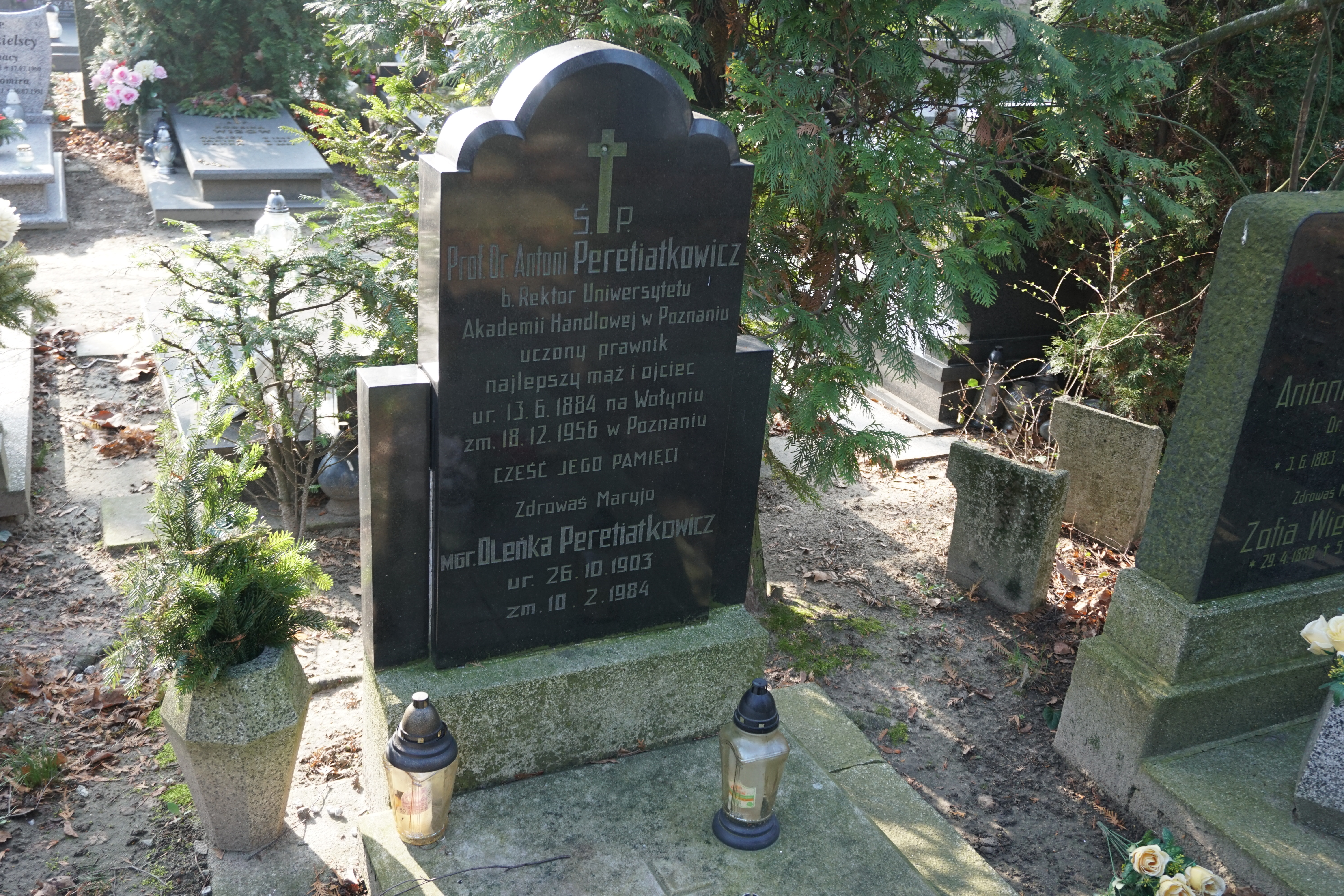
Grób prof. Antoniego Peretiatkowicza na cmentarzu Górczyńskim

Od 1929 żonaty z Oleńką z Łebińskich i pozostawił córkę Elżbietę (ur. 1934), sędziego, oraz syna Erazma (ur. 1936, zm. 2019), doktora inżyniera, technologa drewna.

## Publikacje
Ogłosił szereg swoich prac i podręczników w okresie międzywojennym, a specjalizował się w historii doktryn państwowych, w prawie międzynarodowym, publicznym i państwowym. Do jego ważniejszych publikacji można zaliczyć: Wstęp do nauk prawnych (7 wydań), Państwo współczesne (9 wydań). Badania nad doktrynami politycznymi (Rousseau, Modrzewski, Spencer i Campanella) kontynuował w okresie powojennym oraz prowadził szeroką działalność popularyzatorską (Polskie Radio) i publicystyczną.
Był encyklopedystą, redaktorem naczelnym Współczesnej encyklopedii życia politycznego, którą wydano czterokrotnie w Poznaniu  